# ロベルト・ロルフォ
ロベルト・ロルフォ ( Roberto 'Roby' Rolfo, 1980年3月23日 - ) は、イタリア・トリノ出身のオートバイレーサー。2011年はスーパーバイク世界選手権に参戦する。

## 経歴

### ロードレース世界選手権

#### 250ccクラス ( 1996 - 2004 )
ロードレース世界選手権250ccクラスには1996年にワイルドカード枠でデビューを果たした。1997年にはヨーロッパ選手権でシリーズ3位となり、ロルフォは1998年から世界選手権にフル参戦を開始した。初年度のベストリザルトはアルゼンチンGPでの5位となった。1999年もカタルニアGPでの5位がベスト、翌2000年は6位より上のフィニッシュが出来なかった。
2001年は飛躍の年となった。Safilo チームでプライベーター仕様のアプリリアを駆り、16戦中14戦でポイントを獲得し、ワークスアプリリアライダーのジェレミー・マクウィリアムス、リカルド・シャレロを上回るシリーズランキング4位に入った。第5戦イタリアGPで自身初の表彰台を獲得し、他にも3度表彰台に立つ。
2002年はフォルツナ・ホンダ・グレシーニチームに移籍し、加藤大治郎が王座を獲得した前年で開発が終了したNSR250を手に入れ、16戦中15戦でポイント獲得する安定した走りを見せ、5回2位表彰台を獲得。マルコ・メランドリ、フォンシ・ニエトに次ぐシリーズ3位の成績を残した。
翌2003年、ホンダのワークスバイクがNSR250からRS250RWに切り替えたロルフォはさらに活躍を続けた。第9戦ドイツGPで自身初優勝、第15戦オーストラリアGPで2勝目を挙げ、チャンピオン争いを繰り広げた。最終戦バレンシアでは、ロルフォが優勝し、マヌエル・ポジャーリが3位以下に終わればチャンピオンを獲得できる計算だったが、ロルフォは7位に沈み、シリーズランキング2位に終わった。
2004年はバイクの設計が小柄なダニ・ペドロサ仕様になり、小型すぎたことで、好調を維持することができなかった。第2戦スペインGPで勝利を挙げたものの、表彰台はこの1回限りとなり、シリーズランキングは8位に沈んだ。

#### MotoGPクラス ( 2005 )
2005年はMotoGPクラスにステップアップを果たした。プラマック・ダンティーン チームで1年落ちのドゥカティ・デスモセディチ、ダンロップタイヤのパッケージで戦ったが、マシンは明らかに戦闘力に劣っており、ロルフォは最高位10位、シリーズランキング18位に終わった。

### スーパーバイク世界選手権  ( 2006 - 2009 )
2006年はMotoGPのシートを見つけることができず、スーパーバイク世界選手権 (SBK)に戦いの場を移すことになった。カラッチ・チームでプライベーター仕様のドゥカティを駆ったロルフォは、カタールでのデビューレースでは7位、第2戦フィリップアイランドのレース1では5位と良好な滑り出しを見せたが、その後は好調を維持することができず、シリーズランキングは16位に終わった。
翌2007年はホンダ勢のトップチームであるテンケイト・チームに移籍した。モンツァとシルバーストンでのレースで4位に入ったのが最高位となり、シリーズランキングでは8位に成績を伸ばしたが、自身2度目のワールドチャンピオンに輝いたチームメイト、ジェームス・トスランドの前ではその活躍も霞んでしまった。
2008年は同じホンダ系のアルテア・チームに移籍する。5月にはマウンテンバイクでの事故で鎖骨を骨折し、第5戦モンツァを欠場した。シングルフィニッシュは第12戦バレルンガでの8位ただ一度に留まり、シリーズランキングは17位に沈んだ。
2009年はスティッギー・ホンダ・チームに移籍し開幕から2戦を戦ったが、その後ジョン・ホプキンスにシートを奪われてしまった。

### Moto2クラス ( 2010 )
スーパーバイクでのシートを失った後、ロルフォはエスキル・スッター率いるスッター・レーシング・テクノロジー製のMoto2プロトタイプマシンのテストライダーを務め、スペイン選手権へテストを兼ねて参戦した。ロードレース世界選手権Moto2クラス初年度となる2010年には、イタルトランスS.T.R.チームからグランプリに復帰を果たした。ロルフォは第8戦ドイツGPで3位表彰台を獲得、そして第15戦マレーシアGPで6年ぶりの勝利を遂げた。しかし年間を通して見るとパフォーマンスが安定せず、シリーズランキングは14位に終わった。

### 再びSBKへ ( 2011 )
2011年シーズン、ロルフォはスーパーバイク世界選手権に戻り、チーム・ペデルチーニで新型カワサキ・ニンジャZX-10Rを駆ることになった。

## 主なレース戦績

### ロードレース世界選手権
| シーズン | クラス | バイク     | 出走 | 優勝 | 表彰台 | PP | FL | ポイント | 順位 |
| -------- | ------ | ---------- | ---- | ---- | ------ | -- | -- | -------- | ---- |
| 1996年   | 250cc  | アプリリア | 2    | 0    | 0      | 0  | 0  | -        | -    |
| 1998年   | 250cc  | TSR        | 14   | 0    | 0      | 0  | 0  | 61       | 12位 |
| 1999年   | 250cc  | アプリリア | 13   | 0    | 0      | 0  | 0  | 62       | 14位 |
| 2000年   | 250cc  | アプリリア | 10   | 0    | 0      | 0  | 0  | 26       | 16位 |
| 2001年   | 250cc  | アプリリア | 16   | 0    | 4      | 0  | 0  | 177      | 4位  |
| 2002年   | 250cc  | ホンダ     | 16   | 0    | 7      | 0  | 2  | 219      | 3位  |
| 2003年   | 250cc  | ホンダ     | 16   | 2    | 6      | 0  | 0  | 235      | 2位  |
| 2004年   | 250cc  | ホンダ     | 15   | 1    | 1      | 0  | 1  | 116      | 8位  |
| 2005年   | MotoGP | ドゥカティ | 17   | 0    | 0      | 0  | 0  | 25       | 18位 |
| 2010年   | Moto2  | スッター   | 17   | 1    | 2      | 0  | 0  | 75       | 14位 |
| 合計     |        |            | 136  | 4    | 20     | 0  | 3  | 996      |      |

- 凡例
- ボールド体のレースはポールポジション、イタリック体のレースはファステストラップを記録。

| 年     | クラス | マシン     | 1      | 2      | 3       | 4      | 5       | 6       | 7       | 8       | 9       | 10     | 11     | 12      | 13     | 14      | 15     | 16      | 17      | 順位 | ポイント |
| ------ | ------ | ---------- | ------ | ------ | ------- | ------ | ------- | ------- | ------- | ------- | ------- | ------ | ------ | ------- | ------ | ------- | ------ | ------- | ------- | ---- | -------- |
| 2004年 | 250 cc | ホンダ     | RSA 9  | SPA 1  | FRA Ret | ITA 7  | CAT Ret | NED 9   | BRA 7   | GER 6   | GBR DNS | CZE 6  | POR 10 | JPN 7   | QAT 7  | MAL Ret | AUS 10 | VAL 7   |         | 8位  | 116      |
| 2005年 | MotoGP | ドゥカティ | SPA 15 | POR 13 | CHN 16  | FRA 15 | ITA 17  | CAT 14  | NED 18  | USA Ret | GBR 10  | GER 14 | CZE 17 | JPN Ret | MAL 13 | QAT 12  | AUS 13 | TUR 16  | VAL Ret | 18位 | 25       |
| 2010年 | Moto2  | スッター   | QAT 5  | SPA 12 | FRA 10  | ITA 18 | GBR 24  | NED Ret | CAT Ret | GER 3   | CZE Ret | IND 25 | SMR 10 | ARA 19  | JPN 9  | MAL 1   | AUS 26 | POR Ret | VAL 25  | 14位 | 75       |

### スーパーバイク世界選手権
| シーズン | バイク                   | 出走 | 優勝 | 表彰台 | PP | FL | ポイント | シリーズ順位 |
| -------- | ------------------------ | ---- | ---- | ------ | -- | -- | -------- | ------------ |
| 2006年   | ドゥカティ・999 F05      | 24   | 0    | 0      | 0  | 0  | 69       | 16位         |
| 2007年   | ホンダ・CBR1000RR        | 25   | 0    | 0      | 0  | 0  | 192      | 8位          |
| 2008年   | ホンダ・CBR1000RR        | 26   | 0    | 0      | 0  | 0  | 59       | 17位         |
| 2009年   | ホンダ・CBR1000RR        | 4    | 0    | 0      | 0  | 0  | 3        | 39位         |
| 2011年   | カワサキ・ニンジャZX-10R |      |      |        |    |    |          |              |
| 合計     |                          | 79   | 0    | 0      | 0  | 0  | 323      |              |